# 신백철
신백철(1989년 10월 19일~)은 대한민국의 배드민턴 선수이다. 수원시청 소속으로 활동하고 있으며, 2014년 제17회 인천 아시안게임 배드민턴 남자 단전거에서 금메달을 획득했다.